# 아파치 (1954년 영화)
《아파치》(Apache)는 미국에서 제작된 로버트 알드리치 감독의 1954년 서부 영화이다. 이 영화는 1936년 출간된 폴 웰먼의 소설 Broncho Apache에 기반을 둔다. 버트 랭카스터 등이 주연으로 출연하였고 해롤드 헤츠 등이 제작에 참여하였다.

## 출연

### 주연
- 버트 랭카스터
- 진 피터스

### 조연
- 존 맥킨타이어
- 찰스 버친스카이
- 존 데너
- 폴 길포일
- 이안 맥도널드
- 월터 샌드
- 몬트 블루

## 같이 보기
- 화이트워싱